# Station Malause
Station Malause is een voormalig spoorwegstation in de Franse gemeente Malause. Het werd gesloten op 2 juli 2017.